# Detective Conan: Il caso Mirapolis
Detective Conan: Il caso Mirapolis (名探偵コナン 追憶の幻想（ミラージュ）?, Meitantei Konan - Tsuioku no mirāju, letteralmente "Detective Conan - Illusione di ricordo", dove la parola "illusione" è scritta con i kanji della parola giapponese gensō (幻想) e un furigana che ne modifica la pronuncia in quella della parola inglese mirage (ミラージュ, mirāju)) è un gioco per Wii basato sulla popolare serie manga e anime Detective Conan. È il primo videogioco della serie ad essere esportato al di fuori del Giappone. I giocatori usano il Wii Remote per trovare indizi, sviluppare deduzioni e risolvere i casi.

## Trama
Conan Edogawa, Kogoro e Ran Mori, e i Detective Boys sono stati invitati per l'apertura di un albergo chiamato Mirapolis. Il primo giorno, però, qualcuno viene ucciso. Conan vuole risolvere il mistero.

## Modalità di gioco
I personaggi sono stati generati in 3D. Nello svolgersi del gioco, si possono usare i tasti del controller Wii per risolvere i casi. Ci sono momenti in cui il protagonista può essere utilizzato come un personaggio effettivo. All'interno del gioco vi sono anche dei minigiochi.

## Adattamenti internazionali
Per il gioco non è stato realizzato un doppiaggio in nessuna delle lingue europee dei paesi in cui è stato commercializzato, proponendo quindi solo una scelta tra lingua inglese (di default) e l'originale giapponese (selezionabile dal menù opzioni), presentando solo traduzione dei testi scritti.
Il suddetto doppiaggio inglese è stato realizzato ed usato come base per la release europea, ma alla fine mai pubblicato effettivamente negli Stati Uniti; esso vede i personaggi con i nomi anglicizzati usati dall'ex adattamento Funimation.
Le traduzioni testuali europee vedono quindi tradurre fedelmente il canovaccio inglese, ripristinando però i nomi dei personaggi (anche quelli esclusivi del gioco) con quelli originali giapponesi. Nella traduzione italiana la sola differenza risiede nel nome di Kogoro, divenuto Goro come per l'adattamento dell'anime; nonostante ciò vi sono alcuni errori: in un'occasione, ad esempio, Genta viene chiamato George, Ai chiamata due volte Anita, Ogino per un momento viene riportato Oger e anche Tadaki in un paio di occasioni viene erroneamente rinominato Jack. Prima del finale inoltre nelle note del menù viene riportato Kogoro invece di Goro.